# عفيفة قادين أفندي
عفيفة قادين أفندي (بالتركية: Afife Kadın)‏ هي زوجة السلطان العثماني مصطفى الثاني. وُلدت في 1685، وتوفيت في 12 يونيو 1723 في إسطنبول.